# Tenesor Semidán
Tenesor Semidán (auch Thenesor Semidán) (* um 1440 in Gáldar (Gran Canaria); † nach 1496 Los Realejos (Teneriffa)) führte nach seiner Taufe den Namen Fernando Guanarteme. Er war der letzte Guanarteme von Gáldar.

## Leben
Tenesor Semidan gehörte zur Familie aus der die Guanartemes der Insel Gran Canaria, der von Telde und der von Gáldar stammten. Als 1479 der Herrscher von Gáldar starb, übernahm Tenesor Semidan die Regentschaft für die minderjährige Erbin.
Im Verlauf der Eroberung der Insel Gran Canaria, kam es 1478, wenige Tage nach der Landung der Kastilischen Truppen, zu einem Aufeinandertreffen mit den Canarios nahe der heutigen Stadt Las Palmas de Gran Canaria. 500 Canarios traten dort mit Lanzen und langen Holzstäben bewaffnet in Schlachtordnung an. Es kam zu einigen Handgemengen, bei denen 30 Canarios starben und 15 verletzt wurden. Die Canarios zogen sich schnell zurück. Sie hatten daraus gelernt sich möglichst nicht auf eine offene Schlacht einzulassen. Das war einer der Gründe warum sich die Eroberung der Insel über die Zeit von fünf Jahren hinzog.
In der Nähe des Barranco de Tenoya bei Arucas kam es 1481 zu einer Schlacht, in der Doramas, der Heerführer der Canarios, ums Leben kam. Sein Tod untergrub den Widerstand der Ureinwohner. Zu diesem Zeitpunkt wurde, wahrscheinlich zwischen dem Guanarteme von Telde, der mit anderen Ureinwohnern nach Calatayud reiste, und Königin Isabella I. und König Ferdinand V. von Kastilien ein Friedensvertrag geschlossen. Der Abschluss dieses Vertrages hatte allerdings keine Folgen für die Kampfhandlungen auf der Insel Gran Canaria.
Ende September 1481 wurde auf der Westseite der Insel der Turm von Agaete als ein weiterer Ausgangspunkt der kastilischen Eroberung fertiggestellt. Von dort aus führte Alonso Fernández de Lugo mit seinen Truppen Angriffe gegen die Canarios aus. Nachdem er durch einen Spion über die Anwesenheit des Guanarteme Tenesor Semidan in einer der Höhlen von Gáldar informiert worden war, nahm er ihn und fünfzehn weitere Canarios fest, ohne dass es zu einem Kampf kam. Pedro de Vera, der Gouverneur der Insel, entschied die Gefangenen auf das Festland zu schicken um sie der Königin und dem König von Kastilien zu präsentieren. In Toledo wurde Tenesor Semidan von dem Kardinal Pedro González de Mendoza getauft. Einer der Taufpaten war König Ferdinand, weshalb er dessen Vornamen erhielt. Ferdinand Guanarteme, wie er in Zukunft genannt wurde, kehrte nach Gran Canaria zurück und unterstützte dort die Kastilier in erster Linie dadurch, dass er in Verhandlungen den Canarios klar machte, dass ein Widerstand gegen die Annahme des christlichen Glaubens und die Unterwerfung unter die Oberhoheit der Krone von Kastilien zwecklos sei. Bei der Landverteilung nach der endgültigen Kapitulation der Canarios 1483 erhielt Ferdinand Guanarteme u. a. Ländereien im Valle de Guayedra. Damit wurde er zu einem unmittelbaren Nachbarn von Alonso Fernández de Lugo, der in der Gegend von Agaete eine Zuckerfabrik bauen ließ.
Im Jahr 1493 nahm Fernando Guanarteme mit einigen Ureinwohnern der Insel Gran Canaria an der Eroberung der Insel La Palma teil. Bei der Eroberung der Insel Teneriffa kam es am 14. November 1495 zur Schlacht von Aguere. Es gibt Berichte darüber, dass Fernando Guanarteme mit etwa dreißig Ureinwohnern von Gran Canaria an den Kämpfen teilnahm. Die Anzahl war zwar gemessen an der Gesamtzahl der Beteiligten an der Schlacht nicht besonders hoch, ihre psychologische Wirkung auf beide Seiten soll allerdings durchaus von Bedeutung gewesen sein. Fernando Guanarteme soll nach der Eroberung Teneriffas, bei der Verteilung der Land- und Wasserrechte berücksichtigt worden sein und in Los Realejos gelebt haben.

## Historische Bedeutung
Fernando Guanarteme wird als eine Person angesehen, die eine bedeutende Rolle bei der Unterwerfung der Inseln Gran Canaria, La Palma und Teneriffa unter die Hoheit der Krone von Kastilien gespielt hat.
Sein Handeln wird teilweise als Verrat an seinem Volk bewertet. Er gilt aber auch als Friedensstifter, der die Ureinwohner vor einem Massaker durch die Eroberer schützen wollte. Bei verschiedenen Besuchen der Iberischen Halbinsel traf er mit der Königin und dem König von Kastilien zusammen, bei denen er sich intensiv für seine auf die Halbinsel verschleppten Landsleute einsetzte.

## Suche nach den Überresten

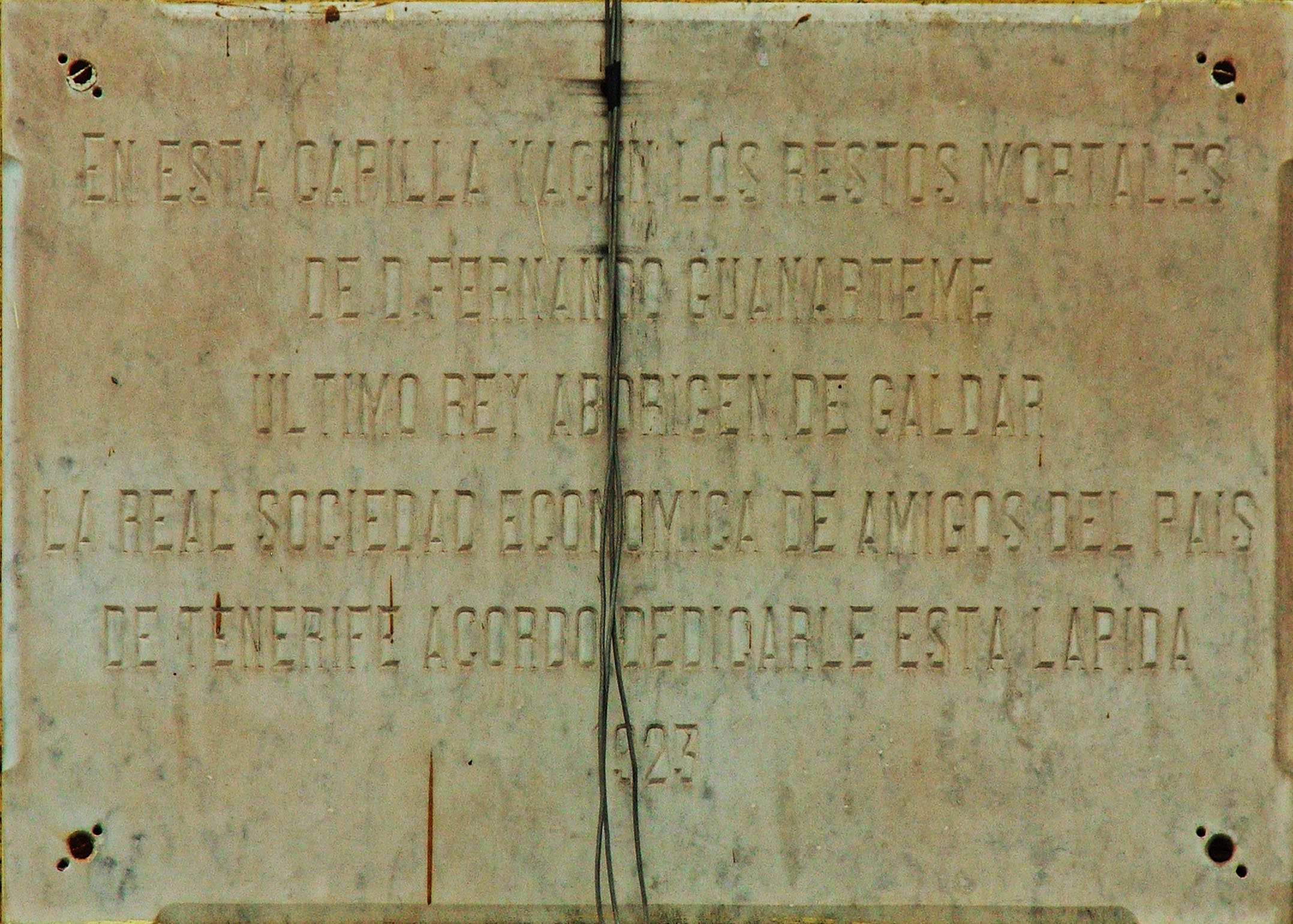
Tafel an der Kapelle San Cristóbal in La Laguna

Im Jahr 1967 begannen der Bürgermeister von Gáldar Antonio Rosas und der aus Gáldar stammende Archäologe Celso Martín de Guzmán eine Aktion, deren Ziel es war die sterbliche Überreste des Fernando Guanarteme aus der Kapelle San Cristóbal in La Laguna nach Gáldar zu überführen. Im Mai 2016 stimmte das kanarische Parlament einem Vorschlag zu, die Reste des Fernando Guanarteme zu suchen und im Fall, dass sie gefunden werden, in seiner Geburtsstadt Gáldar beizusetzen. Daher untersuchte eine Gruppe renommierter Historiker im Auftrag der kanarischen Regierung geschichtliche Darstellungen und Dokumente. Die Fachleute kamen zu dem Ergebnis, dass es keine Hinweise auf den Beisetzungsort des vermutlich im Jahr 1496 auf Teneriffa verstorbenen letzten Guanarteme von Gáldar gäbe. Die in der Vergangenheit als letzte Ruhestätte angesehene Kapelle San Cristóbal wurde im 16. Jahrhundert erbaut und häufig umgebaut. Von der ursprünglichen Bausubstanz sind nur geringe Reste vorhanden. Eine archäologische Untersuchung der Kapelle die mit hohen Kosten verbunden wäre, sollte nach der Auffassung der Wissenschaftler nur dann durchgeführt werden, wenn stichhaltige Beweise vorliegen, dass Fernando de Guanarteme in der Kapelle des Heiligen Christophorus beigesetzt wurde.